# Perdita transversa
Perdita transversa är en biart som beskrevs av Timberlake 1956. Perdita transversa ingår i släktet Perdita och familjen grävbin. Inga underarter finns listade i Catalogue of Life.